# Mechowo (powiat kamieński)
Mechowo (do 1945 niem. Dorphagen) – wieś w Polsce położona w województwie zachodniopomorskim, w powiecie kamieńskim, w gminie Golczewo.
W Mechowie znajduje się nieczynna szkoła, kościół Niepokalanego Poczęcia NMP, cmentarz, niemieckie lapidarium, zespół dworski (nr rej.: A-1317z 10.06.1978 i z 14.10.1997): dwór, z pierwszej poł. XIX -park, k. XVIII.
Przechodzi tutaj także czerwony szlak rowerowy, który kończy się w Golczewie.

## Historia
Mechowo jako dobro rycerskie powstało koło roku 1308. W altach 1433-1825 był własnością rodu von Grape, następnie do wielkiego rodu von Flemming, którzy sprzedali wieś rodzinie Edalmann, a w roku 1872 zakupili ją z powrotem. Od 1874 roku po nowym podziale administracyjnym Prus Mechowo stało się okręgiem urzędowym (Amtsbezirks). Do okręgu należały też Ciesław, Duniewo, Krzepocin, Upady oraz Wołowiec.  W roku 1896 majątek Mechowo został rozparcelowany, a część nierozparcelowana pozostała zakupiona została przez E. Barske. Po roku 1945 na obszarze dworskim utworzono państwowe gospodarstwo rolne, a jego biura znajdowało się w budynku dworskim.  W latach 1954–1959 wieś należała i była siedzibą władz gromady Mechowo, po jej zniesieniu w gromadzie Golczewo II. W latach 1975–1998 miejscowość należała administracyjnie do województwa szczecińskiego.
We wsi znajdowała się cegielnia, która została zamknięta po wybudowaniu tartaku w roku 1776. Był tam młyn wodny „pod małym strumyczkiem” oraz gospoda „Pod zieloną jodłą”.